# Mergey
Mergey és un municipi francès situat al departament de l'Aube i a la regió del Gran Est. L'any 2007 tenia 661 habitants.

## Demografia

### Població
El 2007 la població de fet de Mergey era de 661 persones. Hi havia 242 famílies de les quals 36 eren unipersonals (16 homes vivint sols i 20 dones vivint soles), 83 parelles sense fills, 103 parelles amb fills i 20 famílies monoparentals amb fills.
La població ha evolucionat segons el següent gràfic:
Habitants censats

### Habitatges
El 2007 hi havia 260 habitatges, 247 eren l'habitatge principal de la família, 2 eren segones residències i 11 estaven desocupats. 259 eren cases i 1 era un apartament. Dels 247 habitatges principals, 210 estaven ocupats pels seus propietaris, 29 estaven llogats i ocupats pels llogaters i 9 estaven cedits a títol gratuït; 1 tenia una cambra, 5 en tenien dues, 27 en tenien tres, 69 en tenien quatre i 145 en tenien cinc o més. 176 habitatges disposaven pel capbaix d'una plaça de pàrquing. A 69 habitatges hi havia un automòbil i a 162 n'hi havia dos o més.

### Piràmide de població
La piràmide de població per edats i sexe el 2009 era:
| Homes | Edats   | Dones |
| ----- | ------- | ----- |
| 0     | 95 o +  | 0     |
| 0     | 90 a 94 | 0     |
| 4     | 85 a 89 | 4     |
| 0     | 80 a 84 | 4     |
| 12    | 75 a 79 | 12    |
| 0     | 70 a 74 | 12    |
| 12    | 65 a 69 | 16    |
| 8     | 60 a 64 | 4     |
| 20    | 55 a 59 | 12    |
| 20    | 50 a 54 | 16    |
| 20    | 45 a 49 | 32    |
| 24    | 40 a 44 | 20    |
| 32    | 35 a 39 | 28    |
| 20    | 30 a 34 | 16    |
| 16    | 25 a 29 | 28    |
| 8     | 20 a 24 | 8     |
| 20    | 15 a 19 | 16    |
| 16    | 10 a 14 | 40    |
| 12    | 5 a 9   | 28    |
| 20    | 0 a 4   | 20    |

## Economia
El 2007 la població en edat de treballar era de 462 persones, 360 eren actives i 102 eren inactives. De les 360 persones actives 335 estaven ocupades (178 homes i 157 dones) i 25 estaven aturades (11 homes i 14 dones). De les 102 persones inactives 43 estaven jubilades, 42 estaven estudiant i 17 estaven classificades com a «altres inactius».

### Ingressos
El 2009 a Mergey hi havia 251 unitats fiscals que integraven 693 persones, la mediana anual d'ingressos fiscals per persona era de 19.931 €.

### Activitats econòmiques
Dels 16 establiments que hi havia el 2007, 5 eren d'empreses de construcció, 2 d'empreses de comerç i reparació d'automòbils, 2 d'empreses financeres, 1 d'una empresa immobiliària, 2 d'empreses de serveis, 3 d'entitats de l'administració pública i 1 d'una empresa classificada com a «altres activitats de serveis».
Dels 3 establiments de servei als particulars que hi havia el 2009, 1 era un taller de reparació d'automòbils i de material agrícola i 2 fusteries.
L'any 2000 a Mergey hi havia 18 explotacions agrícoles que ocupaven un total de 1.368 hectàrees.

## Equipaments sanitaris i escolars
L'únic equipament sanitari que hi havia el 2009 era una ambulància.
El 2009 hi havia una escola elemental integrada dins d'un grup escolar amb les comunes properes formant una escola dispersa.

## Poblacions més properes
El següent diagrama mostra les poblacions més properes.